# Gordon Childe
Vere Gordon Childe, född 14 april 1892 i Sydney, Australien, död 19 oktober 1957 i Greater Blue Mountains i New South Wales, Australien, var en australiensisk arkeolog, mest känd för sin utgrävning av den unika neolitiska boplatsen i Skara Brae på Orkneyöarna och för sitt marxistiska synsätt på förhistorien. 
Childe är också känd för att ha myntat uttrycken "Neolithic Revolution" och "Urban Revolution", välkända begrepp inom ämnet arkeologi som kan översättas till Den neolitiska revolutionen och Den urbana revolutionen. Han försökte även sammanföra sina arkeologiska upptäckter med samhällsteorier som berättade om utvecklingen av det förhistoriska samhället. Childe var bosatt i Europa 1921-1956, verkade som professor i arkeologi vid Edinburghs universitet 1927-1946 och vid London School of Economics 1946-1956.

## Publikationer
- The Dawn of European Civilization (1925)
- The Danube in Prehistory (1929)
- The Bronze Age (1930)
- New Light on the Most Ancient East (1935)
- Prehistory of Scotland (1935)
- Man makes himself (1936)
- Prehistoric communities of the British Isles (1940, 2. uppl. 1947)
- What Happened in History (1942)
- Progress and Archaeology (1944, 1945)
- History (1947)
- Man Makes Himself (1951)